# Hovorî, Vinkivți
Hovorî (în ucraineană Говори) este localitatea de reședință a comunei Hovorî din raionul Vinkivți, regiunea Hmelnîțkîi, Ucraina.

## Demografie
Componența lingvistică a localității Hovorî
     Ucraineană (99,11%)
     Alte limbi (0,89%)
Conform recensământului din 2001, majoritatea populației localității Hovorî era vorbitoare de ucraineană (99,11%), existând în minoritate și vorbitori de alte limbi.